# Gornja Rijeka (Bośnia i Hercegowina)
Gornja Rijeka (cyr. Горња Ријека) – wieś w Bośni i Hercegowinie, w Republice Serbskiej, w gminie Rudo. W 2013 roku liczyła 98 mieszkańców.